# Cercola
Cercola ist eine Gemeinde mit 16.877 Einwohnern (Stand 31. Dezember 2023) in der Metropolitanstadt Neapel, Region Kampanien.
Die Nachbarorte von Cercola sind Neapel, Massa di Somma, Pollena Trocchia,  San Giorgio a Cremano, San Sebastiano al Vesuvio und Volla.

## Bevölkerungsentwicklung
Cercola zählt 5951 Privathaushalte. Zwischen 1991 und 2001 stieg die Einwohnerzahl von 16.901 auf 18.876. Dies entspricht einem prozentualen Zuwachs von 11,7 %.

## Söhne und Töchter der Stadt
- Domenico Criscito (* 1986), Fußballspieler